# Keude Suwak Awe
Keude Suwak Awe is een bestuurslaag in het regentschap Aceh Barat van de provincie Atjeh, Indonesië. Keude Suwak Awe telt 169 inwoners (volkstelling 2010).